# Regin Dahl
Regin Dahl (* 5. November 1918 in Tórshavn, Färöer; † 29. März 2007 in Kopenhagen) war einer der bedeutendsten färöischen Dichter und Komponisten.
Dahl wurde auf dem Pfarrhof Sandagerði in Tórshavn geboren. Sein Vater war der Propst Jákup Dahl, seine Mutter Maria, geborene Hansen (1878–1944). Er hatte drei eigene Töchter. Einer von seinen drei älteren Geschwistern war der färöische Historiker und Archäologe Sverri Dahl (1910–1987).
Im Alter von 15 Jahren ging Dahl nach Dänemark, wo er 1937 sein Abitur machte. Er wohnte nur kurzzeitig auf den Färöern, war aber viel mit Exilfäringern in Dänemark zusammen und schrieb immer auf Färöisch. Neben eigenen Gedichten schrieb er auch die Musik zu den Werken anderer Dichter, vornehmlich Hans Andrias Djurhuus. Es existieren etwa 400 Kompositionen auf Tonbändern. 
Im renommierten dänischen Verlag Gyldendal arbeitete Dahl als Lektor und zeichnete auch für die Herausgabe dänischer Dichter verantwortlich. Im Alter erblindet, lebte er zuletzt in einem Blindenheim in Haderslev.
Dahl wurde 1973 und 1979 zweimal mit dem Literaturpreis der Färöer geehrt. 1985 wurde er als erster Färinger für die Gedichtsammlung Eftirtorvnzum Literaturpreis des Nordischen Rates nominiert, den er aber nicht erhielt. Des Weiteren war er 1998 der erste Empfänger des Mentanarvirðisløn Landsins, dem Landeskulturpreises der Färöer.
2018 brachte die Post der Färöer zum 100. Geburtstag von Dahl eine Sondermarke heraus.